# سانیکولا
سانیکولا (به ایتالیایی: Sannicola) یک کومونه در ایتالیا است که در استان لچه واقع شده‌است.

## خصوصیات
سانیکولا ۲۷ کیلومترمربع مساحت و ۵٬۹۲۴ نفر جمعیت دارد و ۷۵ متر بالاتر از سطح دریا واقع شده‌است.